# Adriano Prosperi
Adriano Prosperi (Cerreto Guidi, 21 agosto 1939) è uno storico italiano.

## Biografia

### Carriera accademica
Si è formato presso l'Università di Pisa e la Scuola Normale Superiore, dove è stato allievo di Armando Saitta e Delio Cantimori. Ha insegnato Storia moderna presso l'Università della Calabria, l'Università di Bologna, l'Università di Pisa e la Scuola Normale Superiore. È membro dell'Accademia Nazionale dei Lincei. I suoi principali interessi di studio hanno riguardato la storia dell'Inquisizione romana, la storia dei movimenti ereticali nell'Italia del Cinquecento, la storia delle culture e delle mentalità tra Medioevo ed età moderna.
La sua opera più nota è stata Tribunali della coscienza. Inquisitori, confessori, missionari, in cui Prosperi ha presentato un'interpretazione dei modi e delle forme con cui l'egemonia cattolica si sarebbe definitivamente affermata in Italia a cavallo tra XVI e XVII sec., interpretazione che ha suscitato un ampio dibattito storiografico sul peso dell'Inquisizione nella storia italiana.

### Attività pubblicistica
Ha scritto per le pagine culturali del Corriere della Sera e de Il Sole 24 Ore, occupandosi per lo più di recensioni di libri. In seguito ha collaborato con La Repubblica, estendendo il suo campo di intervento a temi di rilevanza politica e sociale. Ha curato la rubrica il taccuino sul settimanale Left.
Ha partecipato ad alcune puntate della trasmissione L'Infedele, condotta da Gad Lerner su LA7. I suoi interventi pubblici, tra 2008 e 2012, sono stati caratterizzati da una forte polemica anti-berlusconiana e contro il negazionismo della Shoah e l'antisemitismo.

## Dibattiti storiografici e controversie

### Il dibattito storiografico su Delio Cantimori
Prosperi ha partecipato al dibattito storiografico su Delio Cantimori in difesa del maestro.

### Il dibattito storiografico sul peso dell'Inquisizione nella storia italiana
Tribunali della coscienza. Inquisitori, confessori, missionari (1996, 20092) è un libro di storia moderna che indaga i rapporti tra Chiesa e società, non solo nell'esercizio del potere materiale dello Stato Pontificio in piena epoca di Controriforma, ma in misura maggiore sul formarsi della coscienza stessa cattolica attraverso tre istituzioni (che corrispondono alle tre parti del libro stesso): l'Inquisizione (con lo sviluppo del Sant'Uffizio e dei suoi manuali), la confessione (come controllo dei singoli e del territorio per la lotta all'eresia, nell'evoluzione tra Riforma di Lutero e Concilio di Trento) e, infine, la predicazione dei missionari. La parte centrale del libro include capitoli sulla superstizione, gli esorcisti, la magia, la santità vera e falsa. 
La pubblicazione del saggio suscitò apprezzamenti (come la recensione di Carlo Ginzburg in La Repubblica), e anche critiche, alimentando un intenso dibattito storiografico sul ruolo dell'Inquisizione e della Chiesa cattolica nella storia italiana. Giovanni Romeo nel 1999 pubblicò una recensione sulla rivista Quaderni storici, sottolineando a suo giudizio le carenze empiriche e documentarie delle teorie di Prosperi ("mi sarei aspettato una diversa articolazione interna del nucleo centrale della ricerca [...] sarebbe stato molto più opportuno — anziché presentare singole tematiche di rilievo inquisitoriale — approfondire, anche in un'area circoscritta e per un periodo limitato, l'andamento complessivo dei controlli di coscienza operati ordinariamente dalle autorità ecclesiastiche, nelle sollecitazioni romane e nelle diverse applicazioni locali").
Jean-Pierre Dedieu e René Millar Carvacho in un articolo pubblicato nel 2002 sulla rivista Annales. Histoire, Sciences sociales, giudicano che l'opera «affascinante» di Prosperi è divenuta "un punto di riferimento della scuola italiana di studi sull'Inquisizione - e costituisce - il tentativo più spinto e più compiuto mai intrapreso per integrare il fenomeno inquisitoriale in una storia globale".
Nel libro Vittore Soranzo vescovo ed eretico. Riforma della Chiesa e Inquisizione nell'Italia del Cinquecento, pubblicato da Laterza nel 2006, Massimo Firpo sostiene che nel saggio è stato attribuito un carattere troppo decisivo all'affermazione dei tribunali inquisitoriali, sopravvalutandone il peso nella storia italiana: "Il fascino del potere che emana da quei tribunali, la constatazione della loro pervasiva capacità di ritrovare "in ogni crisi storica del paese Italia antiche e nuove ragioni di egemonia", di adattarsi al mutare delle cose e dei tempi e di trovare sempre nuovi spazi di azione, hanno indotto Prosperi a ritenere fuori dubbio il fatto che "la Chiesa abbia vinto [...]. Il sottrarsi a quel fascino, tuttavia [...] costituisce il presupposto indispensabile per capire il prezzo di quella vittoria e recuperare anche nel presente le tradizioni intellettuali e civili che nel passato cercarono di contrastare quell'egemonia e le sue categorie fondanti, talora all'interno stesso dell'istituzione ecclesiastica, per indicare la strada verso acquisizioni irrinunciabili della nostra civiltà, quali la libertà del sapere, il primato della coscienza, la separazione tra Chiesa e Stato, il diritto al dissenso, la creazione di uno spazio pubblico di discussione e confronto".
Il giornalista Antonio Carioti recensendo Firpo si limitava a riportare le sue frasi contro le interpretazioni dei cattolici Hubert Jedin, Giuseppe Alberigo e Paolo Prodi, e dei laici Prosperi e Asor Rosa. Prosperi dal canto suo, recensendo il volume di Firpo sul Sole 24 Ore del 3 dicembre 2006, valutò l'interpretazione di Firpo come una riproposizione del vetusto paradigma della "mancata Riforma" in Italia, e aggiunse: "Si capirà dunque lo stupore provato dallo scrivente quando si è trovato indicato come succube di una fascinazione dell'Inquisizione che non crede di avere mai avvertito. La verifica è facile: il libro a cui Firpo si riferisce — Tribunali della coscienza (Einaudi 1996) — cerca di analizzare e di capire le ragioni che permisero alla Chiesa cattolica del Cinquecento di vincere ma anche di convincere e di radicarsi stabilmente nella società italiana; un esito che la sola forza di un tribunale e di una polizia non poteva ottenere. Dunque se qualcuno ha subito la fascinazione dell'Inquisizione, quello non sono io".

### La vicenda del "corvo" della Normale in occasione della rielezione di Settis
Nel maggio 2007, durante il dibattito sulla rielezione di Salvatore Settis a direttore della Normale di Pisa per un terzo mandato, una lettera a firma di Prosperi raggiunse la redazione del quotidiano La Nazione, che la pubblicò. La lettera polemizzava contro un presunto volantino, circolante alla Normale, in cui lo storico era accusato di opporsi alla conferma di Settis perché quest'ultimo non aveva favorito la chiamata a professore associato presso la prestigiosa università pisana della figlia Valentina Prosperi (allieva di Gian Biagio Conte, anch'egli tra gli oppositori di Settis), chiamata come professore associato presso l'Università di Sassari.
La direzione della Scuola Normale, in un comunicato, e Prosperi stesso, attraverso una lettera-smentita, denunciarono che si trattava di un falso, e che il volantino a cui faceva riferimento non esiste. La vicenda finì sulla prima pagina del Corriere della Sera.

### La polemica sulla Biblioteca Universitaria di Pisa
Il 29 maggio 2012 il sindaco di Pisa, Marco Filippeschi, ha deliberato con una ordinanza la chiusura del Palazzo della Sapienza, sede storica dell'Università di Pisa e della Biblioteca Universitaria, per le necessarie opere di messa in sicurezza dell'immobile. Prosperi si è messo alla testa di una contestazione contro lo spostamento della Biblioteca dalla sua sede storica, polemizzando contro la decisione, temporanea ma ipotizzata anche in via permanente, di spostare il patrimonio librario presso un convento dei cappuccini situato nei pressi del centro di Pisa (San Giusto), da lui considerata "di per sé insoddisfacente da tutti i punti di vista", segnando "la rinuncia e il fallimento delle istituzioni accademiche, del governo cittadino e regionale e dei ministeri nazionali".
La decisa presa di posizione di Prosperi ha suscitato una risposta di disappunto da parte del sindaco Filippeschi. MiBAC, Comune e Rettorato hanno confermato i loro piani che non escludono l'eventualità di ricollocare permanentemente la Biblioteca in sede più idonea e funzionale rispetto all'antico palazzo. Prosperi ha reagito lanciando un nuovo appello simile al precedente.

### Altro
Nel 2016 ha espresso posizioni vicine al movimento No Cav schierandosi a favore della tutela delle Alpi Apuane.

## Opere
- Tra evangelismo e controriforma. Gian Matteo Giberti (1495-1543), Roma, Edizioni di Storia e Letteratura, 1969.
- A. Prosperi-Carlo Ginzburg, Giochi di pazienza. Un seminario sul «Beneficio di Cristo», Collana Piccola Biblioteca n.258, Torino, Einaudi, 1975, ISBN 88-06-43778-X. - con due postfazioni degli autori, Collana Saggi, Quodlibet, 2020, ISBN 978-88-229-0495-9.
- Tribunali della coscienza. Inquisitori, confessori, missionari, Collana Biblioteca di cultura storica, Torino, Einaudi, 1996, ISBN 88-06-12670-9. (Premio Nazionale Letterario Pisa per la Saggistica)[19] - Nuova ed., Einaudi, 2009, ISBN 978-88-06-20052-7.
- Il Concilio di Trento e la Controriforma, Trento, UCT, 1999, ISBN 88-86246-45-5.
- America e apocalisse e altri saggi, Pisa, Istituti editoriali e poligrafici internazionali, 1999, ISBN 88-8147-135-3.
- Il Concilio di Trento: una introduzione storica, Collana Piccola Biblioteca.Nuova serie, Torino, Einaudi, 2001, ISBN 978-88-06-15877-4., - in abbinamento a Il Giornale, Milano, 2007.
- A. Prosperi-Paolo Viola, Storia del mondo moderno e contemporaneo, 6 volumi, Torino, Einaudi, 2004, ISBN 978-88-286-0693-2.
- L'eresia del Libro Grande. Storia di Giorgio Siculo e della sua setta, Collana Campi del sapere, Milano, Feltrinelli, 2000, ISBN 88-07-10297-8. - Feltrinelli, 2011, ISBN 978-88-07-723049.
- L'Inquisizione romana. Letture e ricerche, Roma, Edizioni di Storia e Letteratura, 2003, ISBN 88-8498-082-8.
- Dare l'anima. Storia di un infanticidio, Collana Storia, Torino, Einaudi, 2005, ISBN 88-06-16754-5.
- Giustizia bendata. Percorsi storici di un'immagine, Collana Storia, Torino, Einaudi, 2008, ISBN 978-88-06-19403-1. (Premio Viareggio per la saggistica)[20].
- Cause perse. Un diario civile, Collana Passaggi, Torino, Einaudi, 2010, ISBN 978-88-06-20432-7.
- Eresie e devozioni. La religione italiana in età moderna. Volume I: Eresie, Roma, Storia e Letteratura, 2010, ISBN 978-88-6372-087-7.
- Eresie e devozioni. La religione italiana in età moderna. Volume II: Inquisitori, ebrei, streghe, Roma, Storia e Letteratura, 2010, ISBN 978-88-6372-102-7.
- Eresie e devozioni. La religione italiana in età moderna. Volume III: Devozioni e conversioni, Roma, Storia e Letteratura, 2010, ISBN 978-88-6372-155-3.
- Il seme dell'intolleranza. Ebrei, eretici, selvaggi: Granada 1492, Collana Saggi tascabili, Roma-Bari, Laterza, 2011, ISBN 978-88-420-9442-5.
- Delitto e perdono. La pena di morte nell'orizzonte mentale dell'Europa cristiana. XIV-XVIII secolo, Collana Storia, Torino, Einaudi, 2013, ISBN 978-88-06-20919-3. Premio Brancati 2014[21] - Nuova edizione riveduta, Collana Piccola Biblioteca.Nuova Serie, Einaudi, 2016, ISBN 978-88-06-22686-2.
- La vocazione. Storie di gesuiti tra Cinquecento e Seicento, Collana Storia, Torino, Einaudi, 2016, ISBN 978-88-06-22845-3.
- Identità. L'altra faccia della storia, Collana I Robison.Letture, Roma-Bari, Laterza, 2016, ISBN 978-88-581-2591-5.
- Lutero. Gli anni della fede e della libertà, Collezione Le Scie, Milano, Mondadori, 2017, ISBN 978-88-04-67703-1.
- Un volgo disperso. Contadini d'Italia nell'Ottocento, Collana Storia, Torino, Einaudi, 2019, ISBN 978-88-062-4009-7. - Nuova ed. ampliata, Collana Piccola Biblioteca. Nuova serie, Torino, Einaudi, 2021, ISBN 978-88-062-5067-6.
- La notte del barbagianni. Stregoneria e riti agrari nella Toscana moderna, Fucecchio, Edizioni Il Padule, 2020.
- Il lato sinistro, Collana Sassifraga, Roma, Mauvais Livres, 2021, ISBN 979-12-80264-01-5.
- Un tempo senza storia. La distruzione del passato, Collana Vele, Torino, Einaudi, 2021, ISBN 978-88-062-0918-6.
- Tremare è umano. Una breve storia della paura, Milano, Solferino, 2021, ISBN 978-88-282-0643-9.
- Eresie, Collana Saggi, Macerata, Quodlibet, 2021, ISBN 978-88-229-0659-5.
- Una rivoluzione passiva. Chiesa, intellettuali e religione nella storia d'Italia, Collana Storia, Torino, Einaudi, 2022, ISBN 978-88-062-5018-8.
- Inquisizioni, Collana Saggi, Macerata, Quodlibet, 2023, ISBN 978-88-229-0660-1.
- Machiavelli. Tra religione e politica, Roma, Officina Libraria, 2024, ISBN 978-88-3367239-7

### Curatele
- Madeleine Barot, Il movimento ecumenico, Casa Editrice D'Anna, Firenze-Messina, 1973.
- Storia moderna attraverso i documenti, Zanichelli, Bologna, 1974 e 1980.
- Lucien Febvre, Amor sacro, amor profano: Margherita di Navarra, un caso di psicologia nel '500, Cappelli, Bologna, 1980.
- I vivi e i morti, Il Mulino, Bologna, 1982.
- Juan de Valdés, Alfabeto cristiano, Istituto Storico Italiano per l'età moderna e contemporanea, Roma 1988.
- Delio Cantimori, Eretici italiani del Cinquecento e altri scritti, Einaudi, Torino, 1992 ISBN 88-06-13024-2 ISBN 88-06-16295-0.
- Robert Hertz, La preminenza della destra e altri saggi, Einaudi, Torino, 1994 ISBN 88-06-12651-2.
- Il padule di Fucecchio: la lunga storia di un ambiente naturale, Edizioni di Storia e Letteratura, Roma, 1995.
- Erasmo da Rotterdam, Colloquia, (con Cecilia Asso), Einaudi, Torino 2002.
- Erasmo da Rotterdam, Scritti religiosi e morali, con Cecilia Asso, Collezione I Millenni, Einaudi, Torino 2004 ISBN 88-06-16793-6.
- Misericordie: conversioni sotto il patibolo tra Medioevo ed età moderna, Edizioni della Normale, Pisa, 2007, ISBN 978-88-7642-226-3.
- Chiesa cattolica e mondo moderno: scritti in onore di Paolo Prodi, (con Pierangelo Schiera e Gabriella Zarri), Il Mulino, Bologna, 2007 ISBN 978-88-15-12073-1.
- Adriano Prosperi, Vincenzo Lavenia e John Tedeschi (a cura di), Dizionario storico dell'Inquisizione, Edizioni della Normale, 2010, ISBN 8876423230.
- Tortura, con Alberto Di Martino, Pisa, Scuola Normale Superiore, 2017, ISBN 978-88-764-2602-5.
- Delio Cantimori, Lutero, Pisa, Edizioni della Normale, 2018, ISBN 978-88-764-2614-8.
- Antonio Musa Brasavola, La vita di Iesu Cristo, con Anna Corsi Prosperi, 3 voll., Collezione Biblioteca, Torino, Aragno, 2020, ISBN 978-88-938-0074-7.
- Delio Cantimori, Ulrico von Hutten e i rapporti fra Rinascimento e Riforma, Torino, Aragno, 2022.